# Incheon
Incheon (em coreano: 인천; 仁川), Inchon ou Inch'on é uma cidade e importante porto da Coreia do Sul situada na costa ocidental do país, a oeste da capital Seul (서울; Seoul), de cuja aglomeração urbana faz parte. Constitui uma cidade metropolitana (ver Subdivisões da Coreia do Sul), pelo que o seu nome completo é Cidade Metropolitana de Incheon (인천광역시; 仁川廣域市; Incheon Gwangyeoksi). O nome Inchon ou Inch'on vem da anterior forma de transliteração (sistema de McCune-Reischauer): Inch'ŏn Kwang'yŏksi.
Incheon tem cerca de 2,5 milhões de habitantes e uma área de 964,53 km², dos quais 21% estão cobertos por arrozais e 44% por floresta. O local é habitado desde o Neolítico. A sua importância moderna deve-se à sua localização num estuário, o que a torna num bom porto marítimo. Antes da fundação do porto em 1883, a cidade, então chamada Chemulpo, tinha uma população de apenas 4700 habitantes.